# Seznam paní z Montpellieru
Toto je seznam paní z Montpellieru, manželek pánů z Montpellieru.

## Montpellier, 986–1213
| Portrét | Jméno                  | Otec                                         | Narození | Sňatek                     | Stala se paní                      | Přestala být paní                           | Smrt                      | Manžel            |
| ------- | ---------------------- | -------------------------------------------- | -------- | -------------------------- | ---------------------------------- | ------------------------------------------- | ------------------------- | ----------------- |
|         | Engelrada              | vnučka Bernarda I. Melgueilského             | -        | -                          | 975 manželův nástup na trůn        | 986 manželova smrt                          | -                         | Vít               |
|         | Beliarde               | -                                            | -        | -                          | 1019/25 manželův nástup na trůn    | 1025/42/59 manželova smrt                   | -                         | Vilém II. Bernard |
|         | Ermengarda Melgueilská | pravděpodobně Raymond I. Melgueilský         | -        | před 1073                  | 1058/68 manželův nástup na trůn    | 1068/77/85 manželova smrt                   | 1109                      | Bernard Vilém IV. |
|         | Ermensenda de Melgueil | Petr Melgueilský                             | -        | po 1080                    | 1077/85/90 manželův nástup na trůn | 1021/22 manželova smrt                      | po 5. června 1156         | Vilém V.          |
|         | Sibyla                 | pravděpodobně Bonifác del Vasto (Aleramovci) | -        | srpen 1129                 | 1021/22 manželův nástup na trůn    | před 11. prosince 1146                      | před 11. prosince 1146    | Vilém VI.         |
|         | Matylda Burgundská     | Hugo II. Burgundský (Burgundští)             | 1135     | 25. února 1157             | 1146/62 manželův nástup na trůn    | 1172 manželova smrt                         | před 29. září 1173        | Vilém VII.        |
|         | Eudokia Komnénovna     | Izák Komnenos (Komnenovci)                   | 1150/52  | 1179/80                    | 1179/80                            | duben 1187 rozvod                           | listopad 1202/červen 1204 | Vilém VIII.       |
|         | Anežka                 | Aragonec                                     | -        | duben/květen 1187, bigamně | duben/květen 1187, bigamně         | 1194 manželství prohlásil papež za neplatné | po 4. listopadu 1202      | Vilém VIII.       |

## Aragonští, 1213–1349
| Portrét | Jméno                 | Otec                                 | Narození | Sňatek                   | Stala se paní                             | Přestala být paní                                                                                   | Smrt                        | Manžel     |
| ------- | --------------------- | ------------------------------------ | -------- | ------------------------ | ----------------------------------------- | --------------------------------------------------------------------------------------------------- | --------------------------- | ---------- |
|         | Eleonora Kastilská    | Alfons VIII. Kastilský (Anscaridové) | 1202     | 6. února 1221            | 6. února 1221                             | duben 1229 manželství anulováno                                                                     | 1244                        | Jakub I.   |
|         | Jolanda Uherská       | Ondřej II. Uherský (Arpádovci)       | 1215/6   | 8. září 1235             | 8. září 1235                              | 12. října 1251                                                                                      | 12. října 1251              | Jakub I.   |
|         | Teresa Gil de Vidaure | Juan de Vidaure                      | -        | 1237?                    | 1237?                                     | 1252?                                                                                               | -                           | Jakub I.   |
|         | Esclarmonda z Foix    | Roger IV. z Foix (Foix)              | 1250     | 1272 nebo 12. října 1275 | 27. července 1276 manželův nástup na trůn | 22. listopadu 1299                                                                                  | 22. listopadu 1299          | Jakub II.  |
|         | Marie z Anjou         | Karel II. Neapolský (Anjou-Sicilští) | 1290     | 20. září 1304 nebo 1309  | 29. května 1311 manželův nástup na trůn   | 4. září 1324 manželova smrt                                                                         | konec dubna 1346/leden 1347 | Sancho     |
|         | Konstancie Aragonská  | Alfons IV. Aragonský (Barcelonští)   | 1318     | 24. září 1336            | 24. září 1336                             | 1346                                                                                                | 1346                        | Jakub III. |
|         | Jolanda Vilaragutská  | Berenguer de Vilaragut               | -        | 10. listopadu 1347       | 10. listopadu 1347                        | 13. duben 1349 Montpellier přešel na Filipa VI. Francouzského a stal se součástí francouzské koruny | před 1372                   | Jakub III. |

Součást francouzské koruny (1349–1371)

## Évreuxští, 1371–1378, 1381–1382
| Portrét                               | Jméno              | Otec                                  | Narození        | Sňatek          | Stala se paní                  | Přestala být paní              | Smrt              | Manžel    |
| ------------------------------------- | ------------------ | ------------------------------------- | --------------- | --------------- | ------------------------------ | ------------------------------ | ----------------- | --------- |
|                                       | Johana Francouzská | Jan II. Francouzský (Valois)          | 24. června 1343 | 12. února 1352  | 1371–2 manželův nástup na trůn | 3. listopadu 1373              | 3. listopadu 1373 | Karel I.  |
| Návrat francouzské koruně (1378–1381) |                    |                                       |                 |                 |                                |                                |                   |           |
|                                       | Eleonora Kastilská | Jindřich II. Kastilský (Trastámarové) | po 1363         | 27. května 1375 | 1381 manželův nástup na trůn   | 1382 manželovo svržení z trůnu | 27. února 1416    | Karel II. |
| Návrat francouzské koruně             |                    |                                       |                 |                 |                                |                                |                   |           |